# Ladário Pereira Teles
Ladário Pereira Teles (Alegrete, 12 de setembro de 1900 — Rio de Janeiro, 4 de dezembro de 1964) foi um general-de-divisão brasileiro e comandante do III Exército durante o golpe de Estado no Brasil em 1964. Tomou posse durante o golpe sob a nomeação do presidente João Goulart e tentou sem sucesso defender seu governo.
Foi nomeado à 6ª Divisão de Infantaria e, como oficial mais antigo na área do III Exército, assumiu interinamente seu comando em Porto Alegre. Apoiou a tentativa do deputado Leonel Brizola de iniciar uma nova Campanha da Legalidade e pressionou o governador oposicionista Ildo Meneghetti, levando à sua saída da capital na Operação Farroupilha. Porém, a adesão ao golpe ocorreu na maioria das unidades do III Exército, sob a liderança do general Mário Poppe de Figueiredo, autoproclamado comandante do “III Exército Revolucionário”. Goulart chegou a Porto Alegre em 2 de abril e Ladário, apesar da situação militar drástica, ainda quis lutar em seu nome, mas Goulart recusou e deixou a cidade. Com o sucesso do golpe, em 3 de abril Poppe assumiu o comando em Porto Alegre, enquanto Ladário aceitou a convocação ao Rio de Janeiro. A ditadura militar pôs fim à sua carreira no Exército.

## Início de carreira
Ladário era filho de um estancieiro e primo do oficial da Marinha Hercolino Cascardo, o líder da revolta do encouraçado São Paulo em 1924, interventor federal no Rio Grande do Norte em 1931–1932 e presidente da Aliança Nacional Libertadora em 1935. Ingressou na Escola Militar do Realengo em 1919, tornando-se aspirante-a-oficial da arma de cavalaria em 1922.
Primeiro como major e depois como tenente-coronel, esteve no Paraguai de 1942 a 1945, onde chefiou uma missão militar brasileira responsável por cursos de cavalaria, equitação e educação física para o Exército Paraguaio. Sua saída ocorreu por permitir que uma denúncia de pederastia de um oficial brasileiro com um soldado paraguaio evoluísse a um incidente diplomático. O ministro da Guerra Eurico Gaspar Dutra suspeitou que o incidente tenha sido arquitetado para sabotar a missão. A articulação de diplomatas brasileiros, especialmente Francisco Negrão de Lima e Murillo Tasso Fragoso, manteve a missão militar após a saída de Ladário.

## Generalato
Chegou ao generalato em 1956. Em 1961, durante a crise da sucessão de Jânio Quadros e a Campanha da Legalidade, comandava o Grupamento de Unidades-Escola no Rio de Janeiro e era favorável à posse de João Goulart na Presidência, vetada pelo ministro da Guerra Odílio Denys. Fez parte de um grupo de mais seis outros generais que transmitiram ao ministro sua intenção de acatar qualquer decisão do Congresso sobre a sucessão. Por essa atitude, foi afastado do comando até o final da crise. Antes de seu afastamento, foi visitado pelo general Olímpio Mourão Filho, também favorável à posse e em busca de alguma articulação contra Denys.
Comandou a 4ª Região Militar (RM), em Minas Gerais, de 1962 a 1963. Seu sucessor foi o general Mourão, um dos principais conspiradores do golpe de 1964 e deflagrador da ofensiva a partir do estado no momento do golpe. Em suas memórias, Mourão afirma ter ouvido de seu subordinado Carlos Luís Guedes da participação de Ladário num esquema do governo, com a articulação do general Amaury Kruel, para fechar o Congresso em setembro de 1962. À época, Goulart queria antecipar o plebiscito do parlamentarismo e sua pressão sobre os parlamentares alimentou especulações sobre intenções inconstitucionais, mas não há evidência de um plano golpista do presidente. Guedes afirmou que pretendia desobedecer a Ladário se o Congresso fosse fechado, mas Mourão não acreditou nesse ponto de seu relato, pois Guedes não tinha articulações suficientes para romper a cadeia de comando e acabaria preso.
Ladário prosseguiu ao comando da 1ª RM, no Rio de Janeiro. Antes de sua saída, recomendou a Mourão que preservasse o sargento Ribas, presidente da Associação dos Sargentos da 4ª RM, como adido ao quartel-general. Ribas era favorável ao movimento dos sargentos e foi mandado embora após defender a Revolta dos sargentos de setembro de 1963, tornando-se então adido de Ladário no Rio de Janeiro.

## Comando do III Exército

### Chegada ao comando
Em março de 1964, antes do golpe o governo decidiu nomear Ladário ao comando da 6ª Divisão de Infantaria (DI), em Porto Alegre, e ao mesmo tempo nomear o comandante do III Exército ao Estado-Maior do Exército (EME). Ladário, como o oficial mais antigo na área do III Exército, assumiria então seu comando. A manobra permitira lidar com o comandante da 6ª DI, o general Adalberto Pereira dos Santos, que conspirava contra o governo, o general Galhardo, do III Exército, sobre o qual havia desconfiança, e o general Castelo Branco, do Estado-Maior. Ladário manifestou sua preocupação com uma possível sublevação vinda do II Exército do general Kruel em São Paulo. O informante brasileiro de um telegrama da CIA no dia 30 apontou Ladário como possível substituto do Ministro da Guerra enfermo Jair Dantas Ribeiro. A substituição do ministro poderia ser estopim para o golpe.
Em 31 de março, com a deflagração do golpe de Estado, o plano foi acionado. Em 31 de março Goulart confirmou a nomeação de Ladário à 6ª DI e Galhardo ao EME e também o incumbiu de comunicar a Armando de Moraes Âncora, comandante do I Exército e interinamente exercendo a função do ministro da Guerra, a ordem de prisão que deveria ser dada a Castelo Branco. Ladário, Âncora e Castelo estiveram no Palácio Duque de Caxias. Apesar de ter em mãos a ordem, Âncora relutou e só a expediu às 18:00, quando Castelo já havia saído.
Às 21:55 seguiu de avião a Porto Alegre acompanhado dos generais Silvino Castor da Nóbrega e Crisanto Miranda de Figueiredo, respectivamente comandantes da 5ª Região Militar/Divisão de Infantaria (5ª RM/DI) e da Infantaria Divisionária da 5ª DI. O avião deveria parar em Curitiba, pois aqueles generais eram responsáveis pelo Paraná e Santa Catarina e estavam de férias no Rio de Janeiro. Porém, quando passou pela cidade às 23:45, não pôde aterrissar, da perspectiva de Ladário, devido ao nevoeiro. Na realidade a oficialidade local, contrária ao governo e sabendo da posição legalista dos generais, havia combinado com a Base Aérea para impedir o pouso. O voo chegou a Porto Alegre às 01:20 do dia 1.
Galhardo transmitiu o comando do III Exército às 02:50. Ele recebeu seu sucessor de mau humor. Como Ladário depois descobriria, ele havia se comprometido com o governador Ildo Meneghetti a prender Ladário assim que pousasse. Goulart havia instruído a Ladário que desse ao governador um “Tratamento duro, faça-lhe sentir que o meu mandato é intocável”. Ele ocupou as estações de rádio e televisão e entregou-as ao deputado Leonel Brizola, que tentava uma nova Campanha da Legalidade. Também solicitou a requisição da Brigada Militar. O governador, pressionado, transferiu a capital estadual a Passo Fundo na Operação Farroupilha. Ladário divulgou uma proclamação de lealdade a Goulart, condenando a “força satânica dos privilégios” e conclamando “Exército e povo, sempre unidos” a lutar pelas reformas. Porém, a requisição da Brigada Militar falhou e no III Exército, sua autoridade também se mostrou limitada.

### Perda da autoridade
Quando Silvino e Crisanto entraram em contato com a 5ª RM/DI, descobriram que o comandante interino, o general Dário Coelho, havia aderido ao golpe. Ladário determinou a formação no Rio Grande do Sul de três grupamentos táticos a partir da 3ª DI e 3ª Divisão de Cavalaria (DC), sob o comando de Silvino, para rumar a norte. Porém, a 3ª DI e 3ª DC, junto com a 2ª DC, também aderiram ao golpe, rejeitando sua autoridade. Também o general Adalberto, da 6ª DI, deveria ter ido ao Rio de Janeiro, mas mentiu sobre uma enfermidade da irmã para ficar mais tempo em Porto Alegre e escapou a Cruz Alta, de onde comandou a guarnição local, enquanto um coronel assumiu interinamente a divisão na capital.
O posicionamento do general Poppe de Figueiredo ficou conhecido após as 10:00 num telefonema. Segundo Ladário, ele perguntou se Poppe seria capaz de trair o presidente e desligou. Na versão de Poppe, ele teria respondido “Traição é o que o governo está fazendo ao tentar comunizar o país”, mas Ladário chama essa versão de mentirosa. Ele sentiu-se traído. Descreveu Adalberto como “mais um farsante a deixar cair a máscara” e ficou decepcionado com o general Hugo Garrastazu, da 3ª DC, que recusou o chamado a comparecer em Porto Alegre, pois havia intercedido junto ao presidente para conseguir sua promoção. Somente o general João de Deus Nunes Saraiva, da 1ª DC, compareceu a Porto Alegre. Sua lealdade era em parte pelo compromisso pessoal com Ladário.
Na 3ª DI e 2ª e 3ª DCs, os comandantes aderiram devido à pressão de outros oficiais. Ladário ordenou levantamentos do armamento e munição disponíveis e da lealdade das unidades ao presidente. O saldo das adesões era que somente uma minoria das forças permanecia leal. Na manhã do dia 2, Ladário conferenciou com outros generais, Goulart e Brizola em Porto Alegre. Brizola queria torná-lo ministro da Guerra. Os outros generais estavam muito pessimistas a respeito da situação militar, mas Ladário insistia no combate:
Presidente, devo, finalmente, afirmar lhe que minha mentalidade de soldado é de que, enquanto se dispõe de um punhado de homens, se resista, até esperar que a vitória se conquiste por milagre...

Goulart recusou o derramamento de sangue e às 11:30 deixou a cidade, posteriormente seguindo ao exílio no Uruguai. Enquanto isso, em Santa Maria o general Poppe autoproclamou-se comandante do III Exército e preparou operações militares contra Porto Alegre. Às 10:00 seu comando foi reconhecido por Costa e Silva, o novo ministro da Guerra no Rio de Janeiro. A formação de um novo comando para o III Exército contestava a autoridade de Ladário. A partir das 12:30, Ladário aceitou as determinações de Costa e Silva para assegurar a ordem em Porto Alegre. Às 09:00 do dia 3, viajou ao Rio de Janeiro e apresentou-se a Costa e Silva. Mais tarde o general Poppe entrou na capital gaúcha à frente de uma coluna da 3ª DI.
Após o Ato Institucional n.º 1, com o expurgo dos adversários do novo regime, foi transferido à reserva em 11 de abril e reformado em setembro.

### Citações
1. 1 2 3 4 5  CPDOC FGV 2001, TELES, Ladário.
2. 1 2 3  Bento & Giorgis 2018, p. 115.
3. 1 2  Silva 2014, p. 393.
4. ↑  Souto 2013.
5. ↑  Pinto 2015, p. 68.
6. ↑  Fico 2017, p. 9.
7. ↑  Mourão Filho 2011, p. 295-297 e 410.
8. ↑  Mourão Filho 2011, p. 308-310.
9. ↑  Faria 2013, p. 314-315.
10. ↑  CIA, Intelligence Information Cable on "Plans of Revolutionary Plotters in Minas Gerais," March 30, 1964 (IN 50 173)
11. ↑  Neto 2004, "Na boca do lobo".
12. 1 2  Faria 2013, p. 396.
13. ↑  Silva 2014, p. 392-393.
14. ↑  Dutra 2004.
15. ↑  Silva 2014, p. 393-394.
16. 1 2  Abreu 2013, p. 136-137.
17. ↑  Rolim 2009, p. 231.
18. ↑  Axt 2020, p. 316-318.
19. 1 2  Silva 2014, p. 394-396.
20. ↑  Motta 2003, p. 61-62, Tomo 13.
21. ↑  Silva 2014, p. 397.
22. ↑  Axt 2020, p. 319-320.
23. ↑  Abreu 2013, p. 133.
24. ↑  Silva 2014, p. 399.
25. ↑  Axt 2020, p. 324.
26. ↑  Motta 2003, p. 70-71, Tomo 13.
27. ↑  Motta 2003, p. 287, Tomo 15.
28. ↑  Silva 2014, p. 400-401.
29. ↑  Motta 2003, p. 76, Tomo 13.
30. ↑  BRASIL, Ato do Comando Supremo da Revolução nº 3, de 11 de abril de 1964. Ato nº3 – Transferência para a reserva, oficiais das Forças Armadas. Diário Oficial da União, Brasília, p. 3258, 11 de abril de 1964.